# 约翰·赫帕斯
約翰·赫帕斯（John Herapath，1790年5月30日—1868年2月24日）是英國的物理學家，他在1820年对氣體動力學理论作了部分说明，尽管当时它被科学界所忽视。

## 1831年大彗星
1831年1月7日，赫拉帕斯在豪恩斯洛荒原（Hounslow Heath）上看到了一顆彗星。由於其亮度，它被認為是大彗星之一。馬德拉斯天文台的托馬斯·格蘭維爾·泰勒（Thomas Glanville Taylor）也觀察到了這顆彗星。